# 黃曉晴
黃曉晴（英語：Yelo Vanessa Wong，1996年4月17日—），藝名Yelo，澳門人，是一名意見領袖和演員。

## 個人生活
黃曉晴在澳門出生，家人開設傳統餅店。她非常喜歡表演，表演慾甚強，除了習得鋼琴8級，亦有學習Jazz鋼琴和跳街舞。

## 加入微辣
黃曉晴高三時在學長陳康榮（雞Wing）引薦下，認識了陸志豪（六毫子），並被安排面試，但之後一直沒有消息，直至中秋前夕微辣致電邀請她合作，隨後正式加入微辣成為旗下演員。在微辣時期，黃與歐陽仲豪（豪Dee）常以熒幕情侶形象搭檔演出，此外也曾嘗試涉足編劇、導演等環節。

## 外部連結
- 黃曉晴的新浪微博
- 黃曉晴的Instagram帳戶
- 黃曉晴的Facebook專頁
- YouTube上的Yelo黃曉晴頻道